# Kynuna
Kynuna ist ein Ort im Zentrum des australischen Bundesstaates Queensland an den Ufern des Diamantina River. Die Ortschaft liegt am Landsborough Highway im Shire of McKinlay, einer Local Government Area, 1521 km nordwestlich von Brisbane und 303 km südöstlich des Regionalzentrums von Mount Isa. 2021 hatte Kynuna 52 Einwohner.
Der Ort wurde als Camp für Pferdefuhrwerke an dem nahegelegenen Kynuna-Bauernhof errichtet, an einem Platz, an dem sich fünf Straßen am Diamantina River trafen. Zur Stadt wurde Kyuna 1894 ernannt und war kurz danach von 700 Personen bewohnt und hatte drei Pubs.
Nach einer lokalen Legende beging der Schafscherer Samuel Hoffmeister am Combo Waterhole bei Kynuna 1894 Selbstmord. Dies inspirierte Banjo Paterson zum Lied Waltzing Matilda. Paterson war eine Zeitlang mit der Tochter eines lokalen Landwirts verlobt und besichtigte das Gebiet.
Heute hat der Ort einen Pub und ein Hotel.
Südlich von Kynuna liegt das nördlichste Opalfeld Australiens.